# Moral de Órbigo
Moral de Órbigo es una localidad española perteneciente al municipio de Villares de Órbigo, en la provincia de León, comunidad autónoma de Castilla y León.

## Geografía

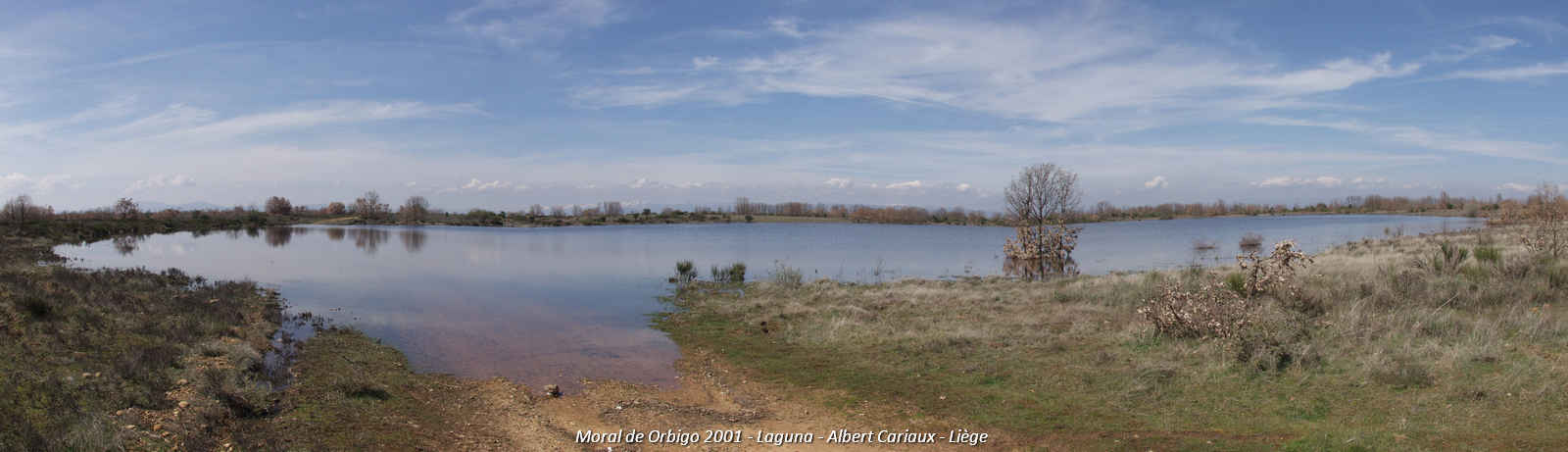

Se localiza en las terrazas fluviales del río Órbigo, lo que hace que el pueblo sea conocido como el Balcón de la Ribera. La zona se caracteriza por una estrecha relación con el agua; se localizan múltiples canales y presas que son aprovechadas por las numerosas tierras de cultivo así como por los molinos harineros de San Feliz, además de la Laguna Grande y la Laguna de Moral.

### Ubicación
| Noroeste: Quintanilla del Valle | Norte: Benavides de Órbigo | Noreste: Benavides de Órbigo |
| Oeste: San Román de la Vega     |                            | Este: Gualtares de Órbigo    |
| Suroeste Valdeiglesias          | Sur: Villares de Órbigo    | Sureste: San Feliz de Órbigo |

## Demografía
Evolución de la población
| Gráfica de evolución demográfica de Moral de Órbigo entre 2000 y 2014 |
|                                                                       |
| Población de derecho (2000-2014) según el padrón municipal del INE    |

## Patrimonio

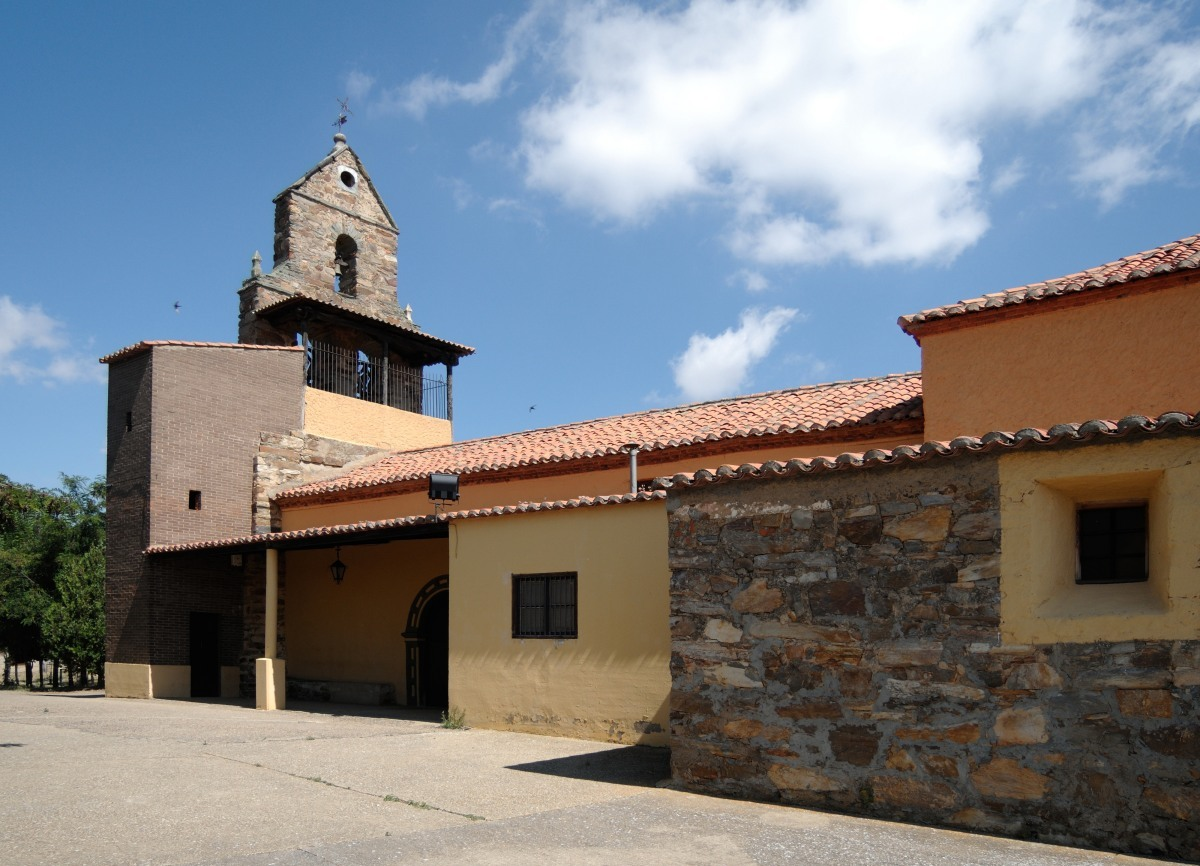
Iglesia

La fiesta del pueblo está asociada a Santa Ana, siendo el último domingo de julio. La iglesia parroquial, dedicada a San Miguel Arcángel, es de arquitectura popular. En ella se conserva un incensario del siglo XVII.